# Ficus broadwayi
Ficus broadwayi är en mullbärsväxtart som beskrevs av Ignatz Urban. Ficus broadwayi ingår i släktet fikonsläktet, och familjen mullbärsväxter. Inga underarter finns listade i Catalogue of Life.